# Савская бановина
Савская банови́на (сербохорв. Savska banovina, Савска бановина) — бановина в Королевстве Югославия в период с 1929 по 1939 год.

## География
Савская бановина была расположена в западной части королевства, на территории современной Хорватии (Историческая Хорватия и Славония). На севере бановина граничила с Дравской бановиной, на востоке —  с Дунайской бановиной и с Венгрией, на западе —  с Италией, на юго-западе —  с Приморской бановиной, на юге и юго-востоке — с Врбасской бановиной и Дринской бановинами.
Бановина получила своё название по реке Сава. Её административным центром считался город Загреб.

## История
В 1939 году Савская и Приморская бановины были объединены в Хорватскую бановину.
В 1941 году, во время Второй мировой войны большая часть Савской бановины вошла в состав Независимого государства Хорватия. Италия и Венгрия оккупировали отдельные районы.
После войны регион вошёл в СФРЮ в составе Социалистической республики Хорватии.

## Население
Религиозный состав населения 1931 году:
- православные — 517 191
- римо-католики — 2 122 631
- евангельские христиане — 21 888
- другие христиане — 18 922
- мусульмане — 3823
- другие — 19 928

## Баны
- Иосип Шилович (1929 — 4 декабря 1931)
- Иво Перович (1931—1935)
- Марко Констренчич (1935—1936)
- Виктор Ружич (1936—1938)